# Erich Bürzle
Erich Bürzle (* 9. Februar 1953 in Balzers) ist ein ehemaliger liechtensteinischer Fussballspieler und -trainer.

## Karriere

### Verein
In seiner Jugend spielte Bürzle für den FC Balzers, bei dem er dann in den Herrenbereich befördert wurde. Später schloss er sich auf Leihbasis dem Hauptstadtklub FC Vaduz an. 
Nach seiner Rückkehr zum FC Balzers folgte eine erneute Leihe zum FC Vaduz. Nach Leihende spielte er bis zu seinem Karriereende 1988 für den FC Balzers.

### Nationalmannschaft
Er gab sein Länderspieldebüt für die liechtensteinische Fussballnationalmannschaft am 9. März 1982 beim 0:1 gegen die Schweiz im Rahmen eines Freundschaftsspiels.

### Trainerkarriere
1990 und 1998 fungierte Bürzle als Interimstrainer der Nationalmannschaft Liechtensteins, die er insgesamt drei Spiele leitete. 1990 coachte er zudem ein Spiel der U-21 Liechtensteins.